# Caprimulgus atripennis
Caprimulgus atripennis е вид птица от семейство Caprimulgidae.

## Разпространение
Видът е разпространен в Индия и Шри Ланка.